# Chrysopophthorus caribbeanus
Chrysopophthorus caribbeanus är en stekelart som beskrevs av Mason 1964. Chrysopophthorus caribbeanus ingår i släktet Chrysopophthorus och familjen bracksteklar. Inga underarter finns listade i Catalogue of Life.